# Coalició per Aragó
Coalició per Aragó (CA) és una coalició política que es va presentar a les eleccions generals espanyoles de 1979. Estava formada pel Partit Socialista d'Aragó (PSA) i el Partit Social Demòcrata Aragonès (PSDA). Va obtenir un total de 19.220 vots, el 3,97% de la província de Saragossa, l'1,12% de la província d'Osca i el 0,74% de la província de Terol, i cap diputat.